# The Twisted Wheel
The Twisted Wheel var en nattklubb i Manchester, England, som var öppen från 1963 till 1971. Det var en av de första klubbarna som spelade den musik som senare skulle bli känd som northern soul. Nattklubben grundades av bröderna Jack, Phillip och Ivor Abadi som ett kafé- och dansklubb med blues och soul live på scen. Från början låg klubben på Brazennose Street, nära Deansgate och Albert Square, där det var en rhythm and blues-klubb med Roger Eagle som DJ och en samlingsplats för mods. Senare flyttade den till Whitworth Street och inriktningen mot soulmusik blev tydligare.